# Quessigny
Quessigny – miejscowość i dawna gmina we Francji, w regionie Normandia, w departamencie Eure. W 2013 roku jej populacja wynosiła 120 mieszkańców. 
W dniu 1 stycznia 2016 roku z połączenia dwóch ówczesnych gmin – Garencières oraz Quessigny – utworzono nową gminę La Baronnie. Siedzibą gminy została miejscowość Garencières. 